# Trimmatom eviotops
Trimmatom eviotops és una espècie de peix de la família dels gòbids i de l'ordre dels perciformes.

## Morfologia
- Els mascles poden assolir 2,1 cm de longitud total.[4]

## Hàbitat
És un peix marí, de clima tropical i associat als esculls de corall.

## Distribució geogràfica
Es troba a Austràlia, Txagos, Fiji, la Polinèsia Francesa, Guam, les Illes Marshall, la Micronèsia, les Illes Mariannes, Nova Caledònia, Pitcairn, Samoa, Tonga i les Tuamotu.

## Observacions
És inofensiu per als humans.